# Tramwaje w Kingston
Tramwaje w Kingston − zlikwidowany system komunikacji tramwajowej w stolicy Jamajki, Kingston, działający w latach 1876–1948.

## Historia
13 listopada 1876 uruchomiono tramwaje konne. Operatorem była spółka Jamaica Street Car Company. Linia tramwajowa prowadziła w centrum od Rae Town, May Pen do oddalonego o 9 km na północ od miasta Constant Spring. 4 grudnia 1897 spółka West India Electric Co. wykupiła tramwaje i rozpoczęła elektryfikację systemu. Otwarcie tramwajów elektrycznych nastąpiło 31 marca 1899. Szerokość toru wynosiła 1435 mm. W listopadzie 1906 spółka zakupiła 6 tramwajów z JG Brill Co. w Filadelfii. 
W czasie trzęsienia ziemi w 1907 w znacznym stopniu również ucierpiała sieć tramwajowa. Zniszczeniu uległo między innymi 5 wagonów tramwajowych. Ruch tramwajów wznowiono po kilku dniach od trzęsienia ziemi. 25 maja 1923 West India Electric Co. została przejęta przez Jamaica Public Service Co. W 1924 w mieście było 39 wagonów silnikowych, 1 wagon silnikowy towarowy, 6 wagonów doczepnych towarowych i 2 lokomotywy, które kursowały po trasach o długości 42,8 km. W 1933 w mieście było 43 km tras tramwajowych po których kursowało 44 wagonów silnikowych, 5 wagonów doczepnych i 2 tramwaje towarowe. W większości sieć tramwajową zlikwidowano 10 maja 1948. Jedyną linię (do Rockfort Gardens) eksploatowano jeszcze do sierpnia 1948 w związku z protestami mieszkańców.